# John Basil Meeking
John Basil Meeking (Ashburton, Nueva Zelanda, 19 de noviembre de 1929-Christchurch, 11 de junio de 2020) fue un obispo católico neozelandés. Fue el VII obispo de la diócesis de Christchurch (1987-1995) siendo a partir de entonces, obispo emérito de la misma.

## Biografía
El 19 de julio de 1953, tras concluir la formación teológica, recibió la ordenación sacerdotal en una ceremonia presidida por el obispo Edward Michael Joyce, y se integró en la diócesis de Christchurch. Entre 1963 y 1966 completó los estudios de doctorado en la Universidad Pontificia de Santo Tomás de Aquino. En 1969 el papa Pablo VI lo llamó para incorporarse en la Secretaría del Pontificio Consejo para la Promoción de la Unidad de los Cristianos en la Curia Romana, de la cual fue subsecretario desde 1985 hasta 1987.
El papa Juan Pablo II lo nombró Obispo de Christchurch el 30 de marzo de 1987. El Arzobispo de Wellington, el cardenal Thomas Stafford Williams, lo ordenó obispo el 3 de junio del mismo año; los co-consensores fueron el Arzobispo Antonio Magnoni, Pro-Nuncio Apostólico en Nueva Zelanda y Fiyi, y Brian Patrick Ashby, obispo emérito de Christchurch.
El papa Juan Pablo II aceptó su renuncia anticipada el 15 de diciembre de 1995. De 1997 a 2006 trabajó para el cardenal Francis George en la Arquidiócesis de Chicago en los Estados Unidos. También fue capellán de las Hermanas de Santa María de Oregón (SSMO).
John Basil Meeking regresó a Christchurch en 2006. Falleció en el hospital de Christchurch, el 11 de junio de 2020, a los noventa años.